# Templeuve-en-Pévèle
Pour les articles homonymes, voir Templeuve.
Templeuve-en-Pévèle, précédemment nommée Templeuve, est une commune française située dans le département du Nord en région Hauts-de-France.

## Géographie

### Localisation
Situé à 18 km au sud-est de Lille.
| Fretin    | Péronne-en-Mélantois | Louvil Cysoing |
| Ennevelin | Templeuve-en-Pévèle  | Genech         |
| Mérignies | Cappelle-en-Pévèle   | Nomain         |

### Voies de communication et transports
- Gare de Templeuve (gare SNCF)

### Hydrographie

#### Réseau hydrographique
La commune est située dans le bassin Artois-Picardie. Elle est drainée par la Marque, le Zécart, la Chapellerie, la Ferme Castel, le Courant du pont tissard, le Fourneau, le Moulin d'Eau et divers autres petits cours d'eau,.
La Marque, d'une longueur de 32 km, prend sa source dans la commune de Thumeries et se jette  dans le canal de Roubaix à Wasquehal, après avoir traversé 25 communes. Les caractéristiques hydrologiques de la Marque sont données par la station hydrologique située sur la commune. Le débit moyen mensuel est de 0,248 m3/s. Le débit moyen journalier maximum est de 6,310 3 mars 20 247,3 m3/s, atteint le 26 février 2024.

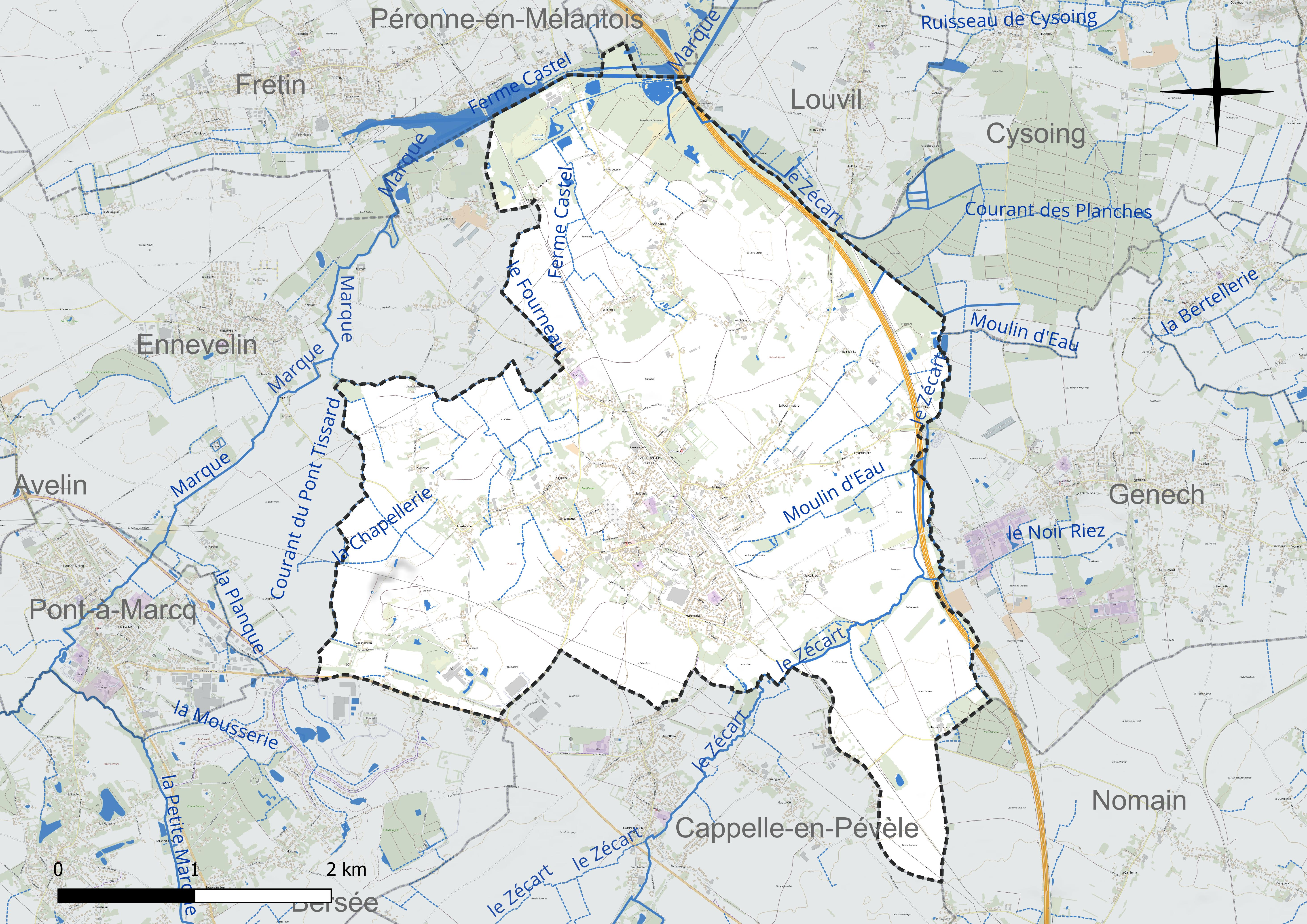
Réseau hydrographique de Templeuve-en-Pévèle.

Le Zécart, d'une longueur de 12 km, prend sa source dans la commune de Bersée et se jette  dans la Marque sur la commune, après avoir traversé six communes. 

#### Gestion et qualité des eaux
Le territoire communal est couvert par le schéma d'aménagement et de gestion des eaux (SAGE) « Marque Deûle ». Ce document de planification concerne un territoire de 1 120 km2 de superficie, délimité par les bassins versants de la Marque et de la Deûle, formant une vaste cuvette sédimentaire de 40 km de long et de 25 km de large, où la pente est très faible. Le périmètre a été arrêté le 2 décembre 2005 et le SAGE proprement dit a été approuvé le 9 mars 2020. La structure porteuse de l'élaboration et de la mise en œuvre est la Métropole européenne de Lille. 
La qualité des cours d'eau peut être consultée sur un site dédié géré par les agences de l'eau et l'Agence française pour la biodiversité. 

### Climat
Pour des articles plus généraux, voir Climat des Hauts-de-France et Climat du Nord.
En 2010, le climat de la commune est de type climat océanique dégradé des plaines du Centre et du Nord, selon une étude du CNRS s'appuyant sur une série de données couvrant la période 1971-2000. En 2020, Météo-France publie une typologie des climats de la France métropolitaine dans laquelle la commune est exposée à un climat océanique et est dans la région climatique  Nord-est du bassin Parisien, caractérisée par un ensoleillement médiocre, une pluviométrie moyenne régulièrement répartie au cours de l'année et un hiver froid (3 °C). 
Pour la période 1971-2000, la température annuelle moyenne est de 10,5 °C, avec une amplitude thermique annuelle de 14,5 °C. Le cumul annuel moyen de précipitations est de 698 mm, avec 12,2 jours de précipitations en janvier et 8,7 jours en juillet. Pour la période 1991-2020, la température moyenne annuelle observée sur la station météorologique la plus proche, située sur la commune de Cappelle-en-Pévèle à 2 km à vol d'oiseau, est de 11,1 °C et le cumul annuel moyen de précipitations est de 736,6 mm,. Pour l'avenir, les paramètres climatiques de la commune estimés pour 2050 selon différents scénarios d'émission de gaz à effet de serre sont consultables sur un site dédié publié par Météo-France en novembre 2022.
| Mois                                  | jan.             | fév.             | mars             | avril         | mai             | juin          | jui.           | août          | sep.          | oct.          | nov.            | déc.          | année      |
| ------------------------------------- | ---------------- | ---------------- | ---------------- | ------------- | --------------- | ------------- | -------------- | ------------- | ------------- | ------------- | --------------- | ------------- | ---------- |
| Température minimale moyenne (°C)     | 1,3              | 1,5              | 3,3              | 5,3           | 8,6             | 11,4          | 13,4           | 13,2          | 10,7          | 7,7           | 4,4             | 2             | 6,9        |
| Température moyenne (°C)              | 3,8              | 4,5              | 7,3              | 10,4          | 13,8            | 16,7          | 18,8           | 18,7          | 15,6          | 11,6          | 7,3             | 4,4           | 11,1       |
| Température maximale moyenne (°C)     | 6,4              | 7,5              | 11,3             | 15,5          | 18,9            | 22            | 24,3           | 24,3          | 20,6          | 15,5          | 10,1            | 6,8           | 15,3       |
| Record de froid (°C) date du record   | −19,5 14.01.1982 | −13,5 07.02.1991 | −10,5 07.03.1971 | −4,1 11.04.03 | −1,3 05.05.1996 | −3 02.06.1962 | 3,5 01.07.1984 | 5 28.08.1978  | 2 25.09.1979  | −4,4 24.10.03 | −8,3 26.11.1989 | −13 18.12.10  | −19,5 1982 |
| Record de chaleur (°C) date du record | 15,4 18.01.07    | 18,8 26.02.19    | 23 29.03.1968    | 28,2 15.04.07 | 31,3 12.05.1998 | 35,8 27.06.11 | 41,9 25.07.19  | 37,4 10.08.03 | 34,8 15.09.20 | 29,2 01.10.11 | 20,7 12.11.1995 | 15,6 07.12.00 | 41,9 2019  |
| Précipitations (mm)                   | 59,5             | 49,9             | 52,6             | 41,4          | 57              | 65,7          | 70,2           | 71,6          | 57,6          | 63,3          | 72,5            | 75,3          | 736,6      |

## Urbanisme

### Typologie
Au 1er janvier 2024, Templeuve-en-Pévèle est catégorisée petite ville, selon la nouvelle grille communale de densité à sept niveaux définie par l'Insee en 2022.
Elle appartient à l'unité urbaine de Templeuve-en-Pévèle, une agglomération intra-départementale regroupant cinq  communes, dont elle est ville-centre,,. Par ailleurs la commune fait partie de l'aire d'attraction de Lille (partie française), dont elle est une commune de la couronne,. Cette aire, qui regroupe 201 communes, est catégorisée dans les aires de 700 000 habitants ou plus (hors Paris),.

### Occupation des sols
L'occupation des sols de la commune, telle qu'elle ressort de la base de données européenne d'occupation biophysique des sols Corine Land Cover (CLC), est marquée par l'importance des territoires agricoles (69,9 % en 2018), en diminution par rapport à 1990 (76,9 %). La répartition détaillée en 2018 est la suivante : 
terres arables (54 %), zones urbanisées (18 %), zones agricoles hétérogènes (13,5 %), forêts (9,4 %), mines, décharges et chantiers (2,6 %), prairies (2,4 %), espaces verts artificialisés, non agricoles (0,2 %). L'évolution de l'occupation des sols de la commune et de ses infrastructures peut être observée sur les différentes représentations cartographiques du territoire : la carte de Cassini (XVIIIe siècle), la carte d'état-major (1820-1866) et les cartes ou photos aériennes de l'IGN pour la période actuelle (1950 à aujourd'hui).

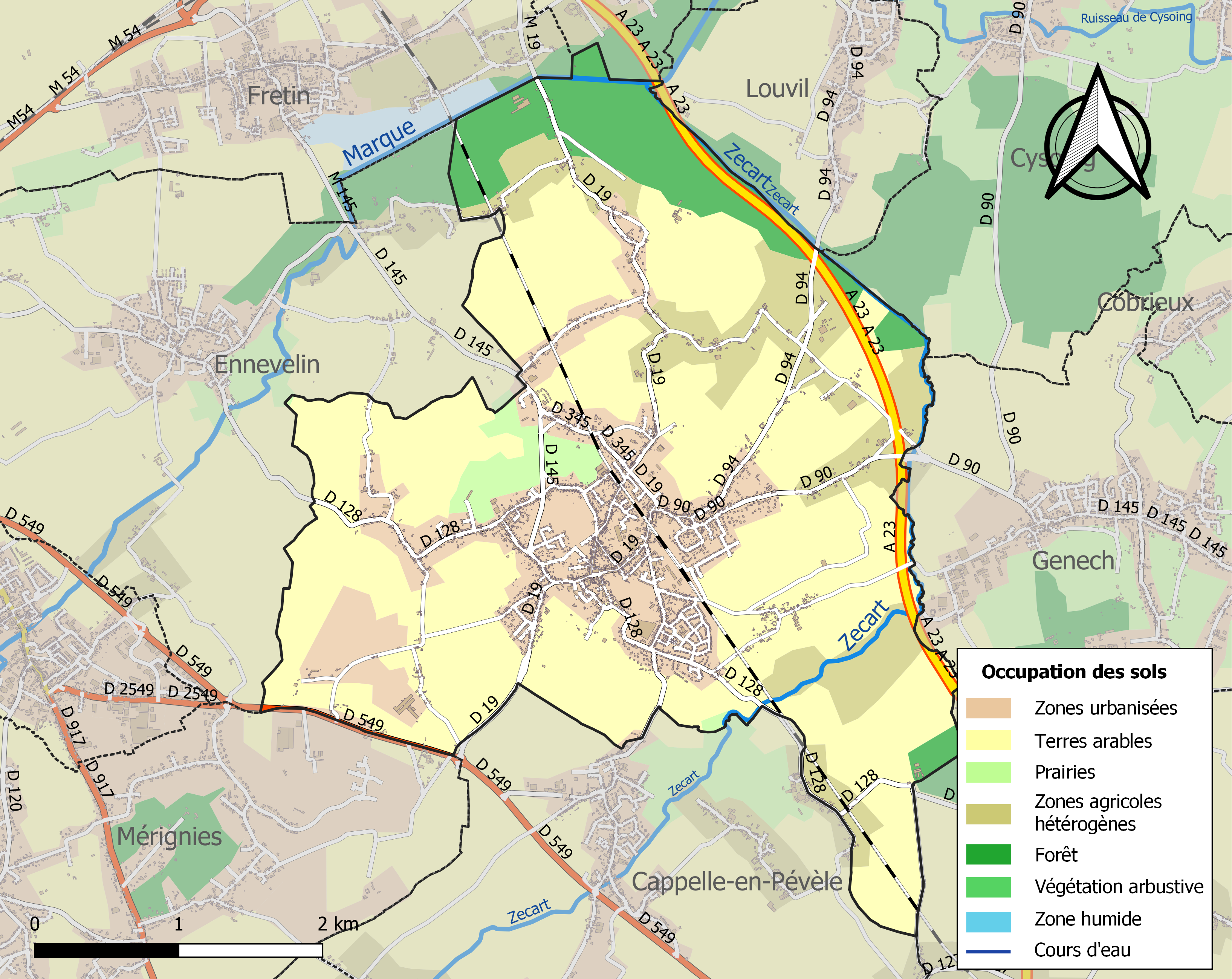
Carte des infrastructures et de l'occupation des sols de la commune en 2018 (CLC).

## Toponymie
Le nom de la localité est attesté sous les formes Templovium en 877 ; Templovia en 1174.
Selon des sources non spécialisées en onomastique, le nom de Templeuve viendrait de *Templum Jovis signifiant « temple de Jupiter ». Dans cette perspective, un temple romain aurait existé à l'emplacement de l'église Saint-Martin, située sur la place Charles-de-Gaulle, cependant aucune trace de ce temple n'a jamais été retrouvée.
L'évolution *Templum Jovis > Templovium / -ia étant difficile à admettre, Albert Dauzat suggère un dérivé en -ovium / -ovia, suffixe pré-latin dont il n'indique pas la valeur, du mot templum « temple ».
En octobre 2014, le conseil municipal vote un projet de changement du nom de la commune en « Templeuve-en-Pévèle » qui permet de la distinguer de Templeuve, localité belge homonyme située à une vingtaine de kilomètres.
Le changement de nom fait l'objet d'un décret le 16 novembre 2015, paru au journal officiel du 18 novembre.

## Histoire
En mai 2015, les archéologues de l'INRAP exhument sur le terrain d'Anchin de riches caveaux funéraires datant de l'époque romaine. C'est une découverte inédite dans le Nord de la France. Les pièces prélevées des tombes ont été envoyées au centre scientifique de Villeneuve-d'Ascq, où trois spécialistes se sont penchés sur la composition et la provenance des céramiques, des bronzes et du verre. Des renseignements sur les échanges commerciaux dans la région à cette époque devraient en découler,.
L'Abbaye d'Anchin achète à Arnould, seigneur de Cysoing, tous ses biens de Templeuve ainsi que ceux de Saint-Nicholas par lettre de mars 1254 pour la somme de 350 livres parisis.
Marguerite de Flandre confirme en par des diplômes de mars 1258 aux habitants de Templeuve et quelques autres villages le droit pâture dans les marais voisins moyennant une charge annuelle.
Le 17 mai 1579, avec la signature du traité d'Arras, les provinces catholiques reconnaissent Alexandre Farnèse, duc de Parme comme gouverneur, elles renoncent à leurs aspirations d'indépendances en échange de plus grandes garanties au terme des hostilités. Ce succès diplomatique est suivi, le 29 juin de la conquête de Maastricht, et en septembre 1581 le Duc de Parme pose son camp à Templeuve.
En 1808, on trouve à Templeuve un dépôt de sûreté, où on enferme les petits délinquants avant leur transfert en maison d'arrêt à Lille.
Le 15 octobre 1913, une habitante de Templeuve de 43 ans fait sensation : elle met au monde son 25e enfant.
Durant la Seconde Guerre mondiale, Templeuve abrite en son hospice la première antenne chirurgicale, fondée par le médecin Paul-Henri Grauwin, futur héros de Diên Biên Phu, alors membre du réseau de résistance Sylvestre-Farmer.

## Politique et administration

### Liste des maires
En 2014, Luc Monnet	est 998e (sur les 1 057 maires des villes de 5 000 à 10 000 habitants) dans le traditionnel classement L'Internaute des maires de France, avec une note de 9,54/20 (dont 7,11/20 en « budget et fiscalité »).
En 2016, il soutient Nathalie Kosciusko-Morizet lors de la primaire de la droite et du centre.

### Instances judiciaires et administratives
La commune relève du tribunal d'instance de Lille, du tribunal de grande instance de Lille, de la cour d'appel de Douai, du tribunal pour enfants de Lille, du tribunal de commerce de Tourcoing, du tribunal administratif de Lille et de la cour administrative d'appel de Douai.

### Jumelages
- Hollingbourne (Royaume-Uni) depuis 2013

## Population et société

### Démographie
Ses habitants sont appelés les Templeuvois et leur nom jeté est les sots.

#### Évolution démographique
L'évolution du nombre d'habitants est connue à travers les recensements de la population effectués dans la commune depuis 1793. Pour les communes de moins de 10 000 habitants, une enquête de recensement portant sur toute la population est réalisée tous les cinq ans, les populations de référence des années intermédiaires étant quant à elles estimées par interpolation ou extrapolation. Pour la commune, le premier recensement exhaustif entrant dans le cadre du nouveau dispositif a été réalisé en 2005.

En 2022, la commune comptait 6 979 habitants, en évolution de +17,69 % par rapport à 2016 (Nord : +0,51 %, France hors Mayotte : +2,11 %).
| 1793  | 1800  | 1806  | 1821  | 1831  | 1836  | 1841  | 1846  | 1851  |
| ----- | ----- | ----- | ----- | ----- | ----- | ----- | ----- | ----- |
| 2 690 | 2 619 | 2 764 | 2 755 | 2 752 | 2 886 | 3 024 | 3 180 | 3 143 |

| 1856  | 1861  | 1866  | 1872  | 1876  | 1881  | 1886  | 1891  | 1896  |
| ----- | ----- | ----- | ----- | ----- | ----- | ----- | ----- | ----- |
| 3 051 | 3 114 | 3 068 | 2 966 | 2 949 | 2 997 | 2 962 | 3 005 | 3 054 |

| 1901  | 1906  | 1911  | 1921  | 1926  | 1931  | 1936  | 1946  | 1954  |
| ----- | ----- | ----- | ----- | ----- | ----- | ----- | ----- | ----- |
| 3 051 | 2 961 | 3 069 | 2 958 | 3 197 | 3 382 | 3 404 | 3 528 | 3 645 |

| 1962  | 1968  | 1975  | 1982  | 1990  | 1999  | 2005  | 2006  | 2010  |
| ----- | ----- | ----- | ----- | ----- | ----- | ----- | ----- | ----- |
| 3 879 | 4 117 | 5 085 | 5 289 | 5 371 | 5 778 | 5 803 | 5 765 | 5 786 |

| 2015  | 2020  | 2022  | - | - | - | - | - | - |
| ----- | ----- | ----- | - | - | - | - | - | - |
| 5 930 | 6 469 | 6 979 | - | - | - | - | - | - |

#### Pyramide des âges
La population de la commune est relativement jeune.
En 2018, le taux de personnes d'un âge inférieur à 30 ans s'élève à 33,7 %, soit en dessous de la moyenne départementale (39,5 %). À l'inverse, le taux de personnes d'âge supérieur à 60 ans est de 25,8 % la même année, alors qu'il est de 22,5 % au niveau départemental.
En 2018, la commune comptait 2 988 hommes pour 3 208 femmes, soit un taux de 51,78 % de femmes, légèrement supérieur au taux départemental (51,77 %).
Les pyramides des âges de la commune et du département s'établissent comme suit.
| Hommes | Classe d’âge | Femmes |
| ------ | ------------ | ------ |
| 0,4    | 90 ou +      | 1,3    |
| 6,0    | 75-89 ans    | 8,7    |
| 17,0   | 60-74 ans    | 18,1   |
| 22,6   | 45-59 ans    | 21,6   |
| 19,1   | 30-44 ans    | 17,8   |
| 16,9   | 15-29 ans    | 16,0   |
| 18,1   | 0-14 ans     | 16,5   |

| Hommes | Classe d’âge | Femmes |
| ------ | ------------ | ------ |
| 0,5    | 90 ou +      | 1,4    |
| 5,3    | 75-89 ans    | 8,1    |
| 14,8   | 60-74 ans    | 16,2   |
| 19,1   | 45-59 ans    | 18,4   |
| 19,5   | 30-44 ans    | 18,7   |
| 20,7   | 15-29 ans    | 19,1   |
| 20,2   | 0-14 ans     | 18     |

## Économie
La ville est très commerçante. Elle compte notamment un hypermarché. L'entreprise de filature est désormais fermée. La ville trouve aussi son originalité par la présence de deux salles de cinéma, fait assez rare pour une ville de cette taille. À noter la présence d'un office notarial, membre du réseau NotaLis.

## Culture locale et patrimoine

### Lieux et monuments

#### L'église Saint-Martin

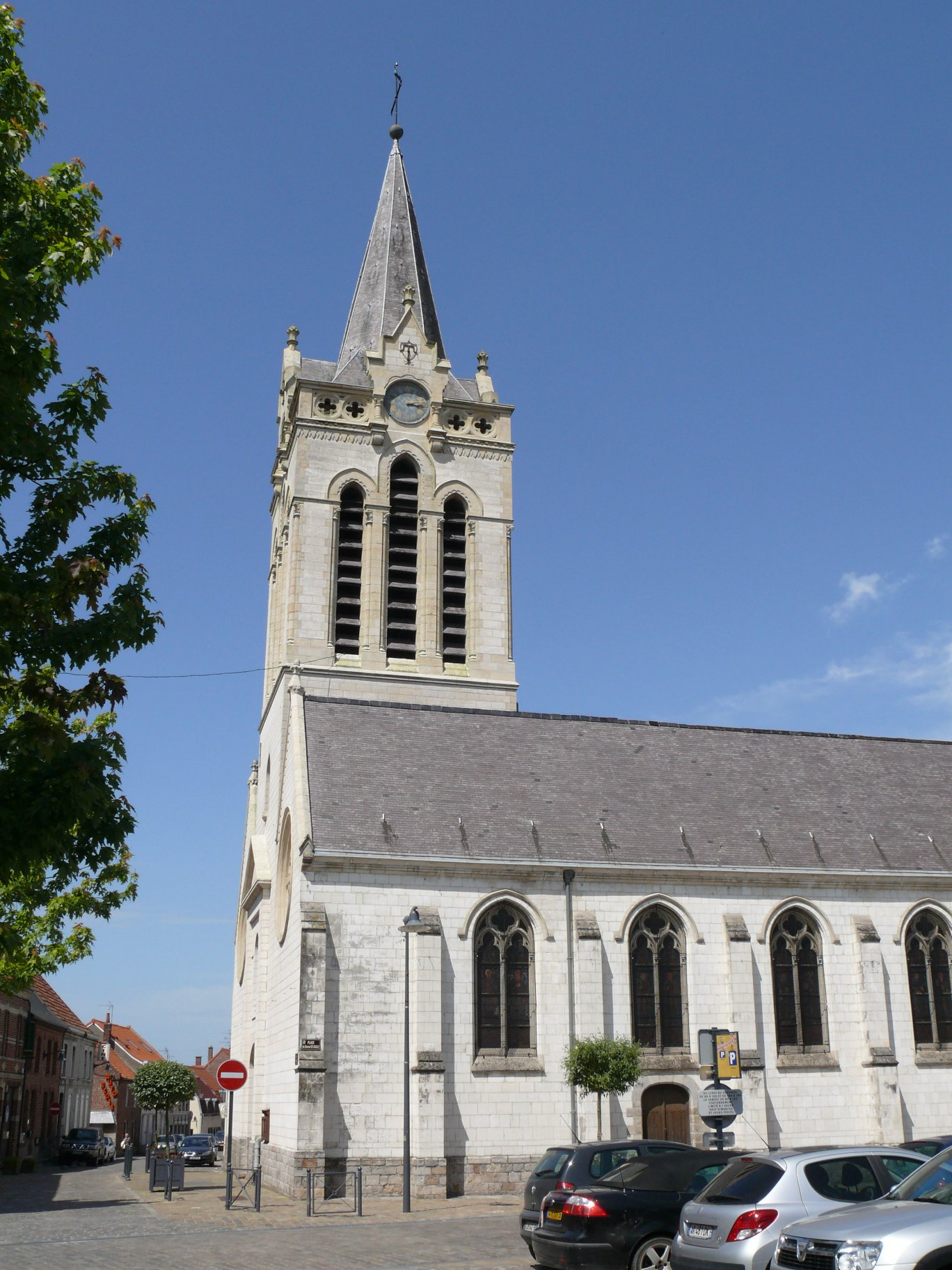
L'église Saint-Martin

Bâtie au XIe siècle, l'église est donnée en 1101 à l'abbaye d'Anchin par l'évêque de Tournai, Baudric.
En 1767, les travées occidentales de la nef sont élevées dans le même style que les autres et les arcades sont construites en briques. De 1880 à 1883, l'église connaît de grands travaux d'agrandissement sous la direction de l'architecte Paul Destombes, qui transforme le chœur du XVIe siècle en hallekerque flamande. Le clocher est achevé en 1883. Au XIXe siècle des transformations radicales sont opérées. La nef centrale est surélevée et garnie de fausses baies dans les voûtes en plâtre, les anciens berceaux en bois des trois chœurs sont recouverts d'enduit en 1846 et les vitraux sont remplacés à la fin du siècle.
Quelques tableaux des XVIe et XVIIe siècles sont toutefois conservés. C'est notamment le cas du Sacre de saint Martin, peint par Jehan Bellegambe en 1517, pour le retable du maître-autel.
Cette église a été restaurée et inaugurée le samedi 13 avril 2024 à 11h. Et aura eu la visite de la chanteuse Natacha St-Pier.

#### Le moulin de Vertain

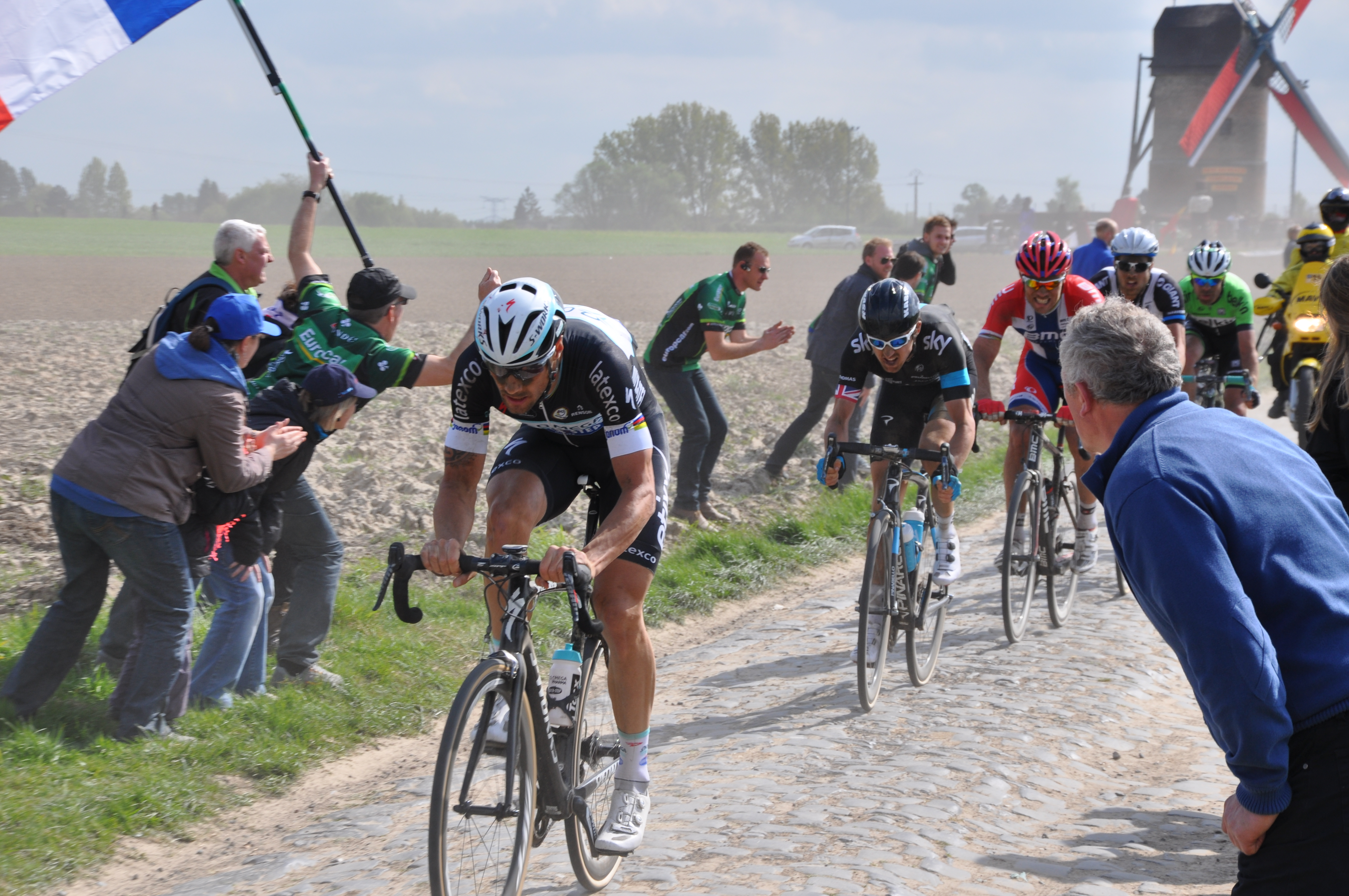
Tête de la course au Secteur pavé du Moulin-de-Vertain.

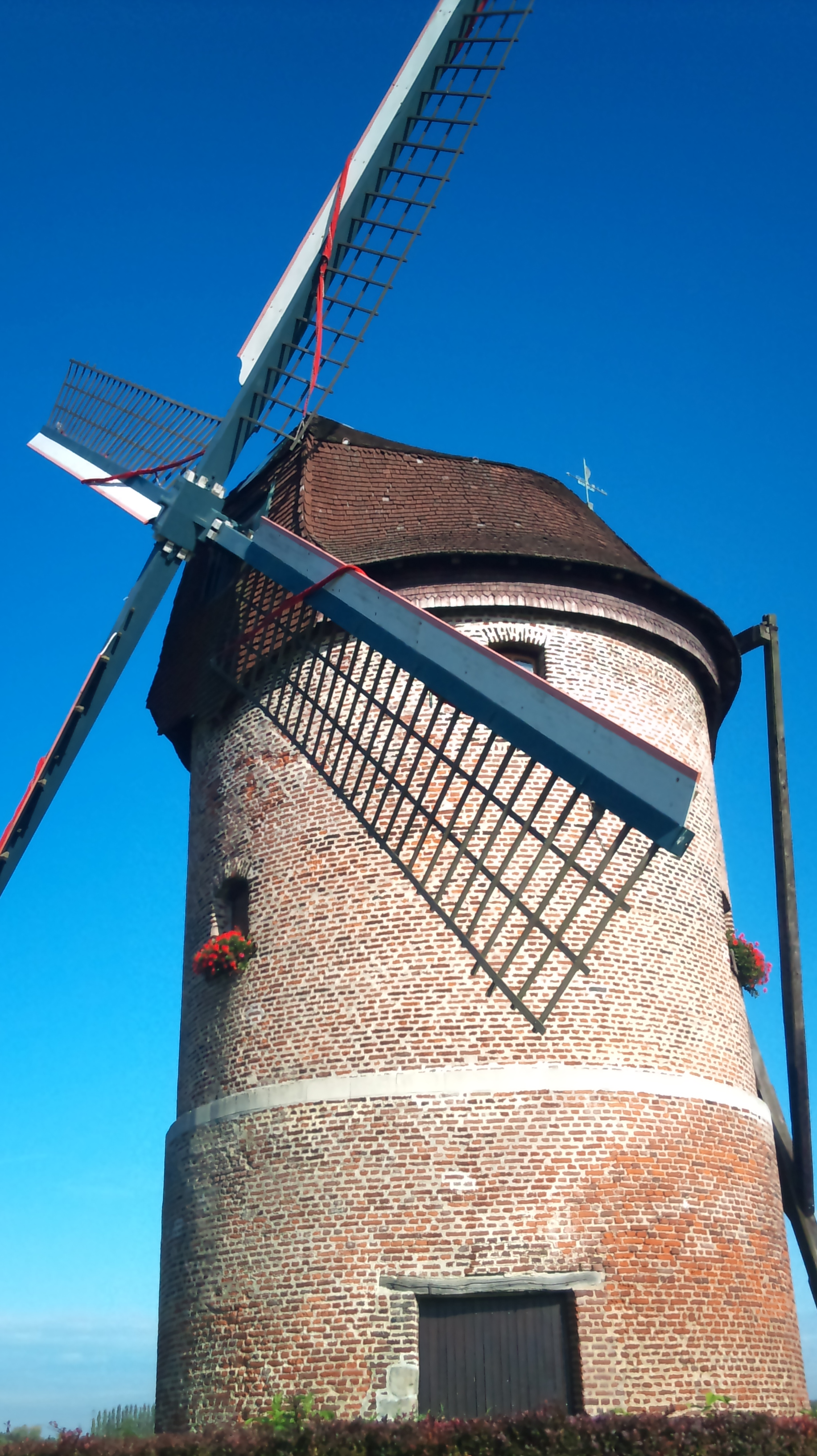
Le moulin de Vertain

Moulin tour et pivot unique en France. Il est mentionné pour la première fois en 1328 dans les rentes de l'Abbaye d'Anchin, sous le nom de «Moulin de Viertain».. Incendié par fait de guerre en 1616, il est entièrement reconstruit. Il cesse son activité en 1908. Pendant la Première Guerre mondiale, il est endommagé par la population qui vient récupérer le bois. Sa restauration débute en 1980 et ses ailes lui sont rendues en 1985. Il est désormais ouvert aux visites.
Le 31 janvier 1809, un violent ouragan couche plusieurs moulins de la région dont un à Templeuve.
Il passa successivement aux mains des familles De la Porte dit d'Espierres, Robert, Jacops d'Aigrement avant la Révolution. Il devint ensuite la propriété de la famille Havet et enfin celle de la famille Baratte. Le moulin, dont la tour fut érigée à la fin du XVIIe siècle, resta en activité jusqu'au décès du meunier Monsieur Jean-Baptiste Houze le 21 novembre 1907. Sa veuve acheva de moudre les derniers sacs de grains et le moulin fut abandonné.
Sous l'impulsion de Jean Bruggeman, président de l'Association Régionale des Amis des Moulins, la municipalité de Templeuve décide d'acquérir le moulin, totalement délabré, en 1973. Les travaux de restauration entrepris à partir de 1975 s'achèvent le 15 juin 1985 par son inauguration en présence de Robert Vandelanoitte, maire de Templeuve, et d'Alphonse Dhelin, adjoint aux affaires culturelles.
Site classé en 1978, le Moulin de Vertain tire son originalité de sa conception architecturale. Le mécanisme intérieur et sa toiture, reposant sur un pivot, sont simplement maintenus au second étage par un chemin de roulement. L'ensemble en bois (mécanisme, toiture, planchers, escaliers) pivote lorsque l'on oriente les ailes.

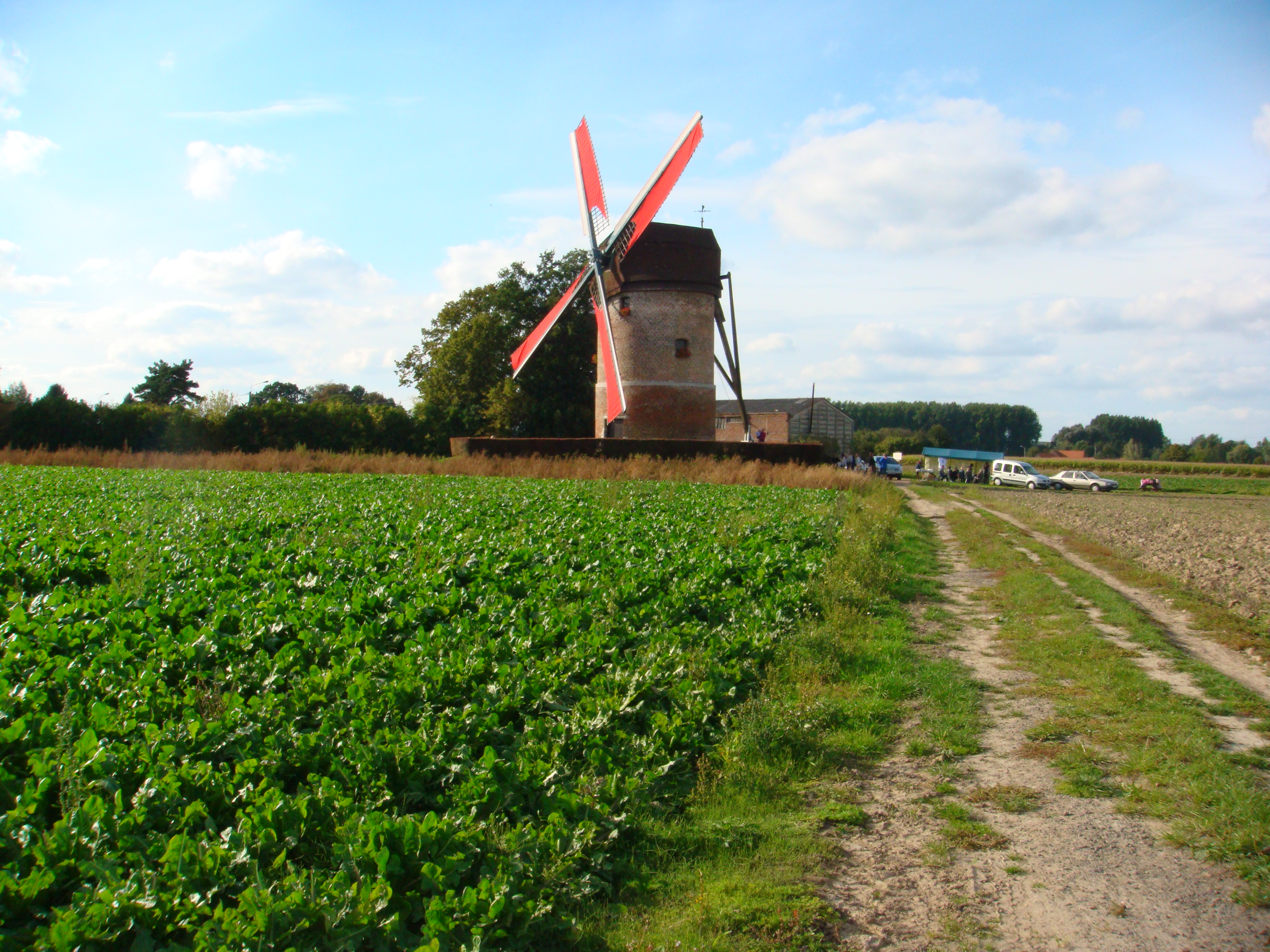
Le moulin de Vertain

La course cycliste du Paris-Roubaix emprunte le Secteur pavé du Moulin-de-Vertain passant ainsi à proximité de ce dernier.
Il n'existe aujourd'hui, plus de moulin identique à celui-ci.
Ma
- Tour : Hauteur : 10,20 mètres ; Diamètre intérieur : 5,10 mètres ; Épaisseur des murs : 1,25 mètre à la base - 1,12 mètre au sommet
- Ailes : 24 mètres d'envergure
- Mécanisme : Deux paires de meules ; Le grand rouet : 2,90 mètres de diamètre ; Le petit rouet : 2 mètres de diamètre

Bois utilisé
- Chêne, orme, iroko
- Pour le mécanisme : bardeaux de châtaignier

#### Le château Baratte

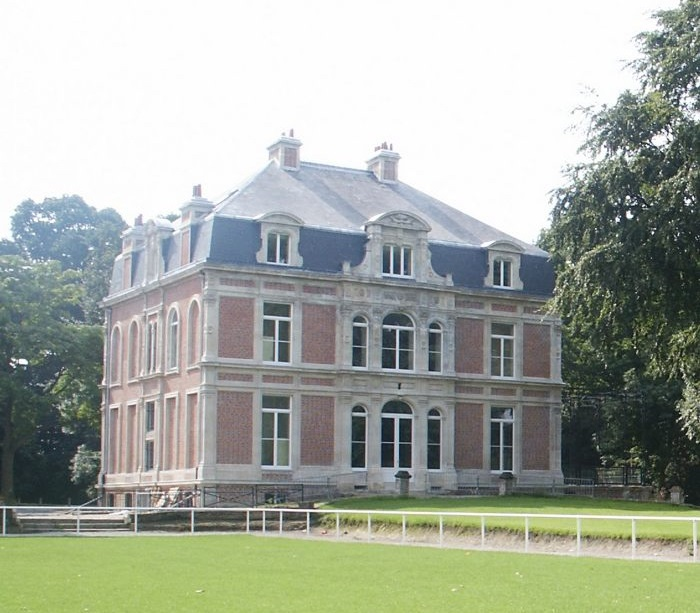
Le château Baratte.

Baptisé à l'origine château de Bellevue à sa construction en 1853, il prend ensuite le nom de son bâtisseur. Occupé par les Allemands pendant la Première Guerre mondiale, il est récupéré par la famille Baratte à la fin de la guerre. Abandonné en 1938, il est récupéré par des Britanniques pendant la drôle de guerre. À la suite de la débâcle de 1940, il est pillé et les archives sont brûlées. Utilisé pour loger des familles sans abri après la guerre et jusqu'en 1950, il est vendu en 1960 par la famille Baratte à la municipalité.
Détérioré par les années sans habitant, il est racheté puis restauré par la mairie et abrite désormais ses services administratifs depuis 2002.

#### La brasserie-malterie Lambelin

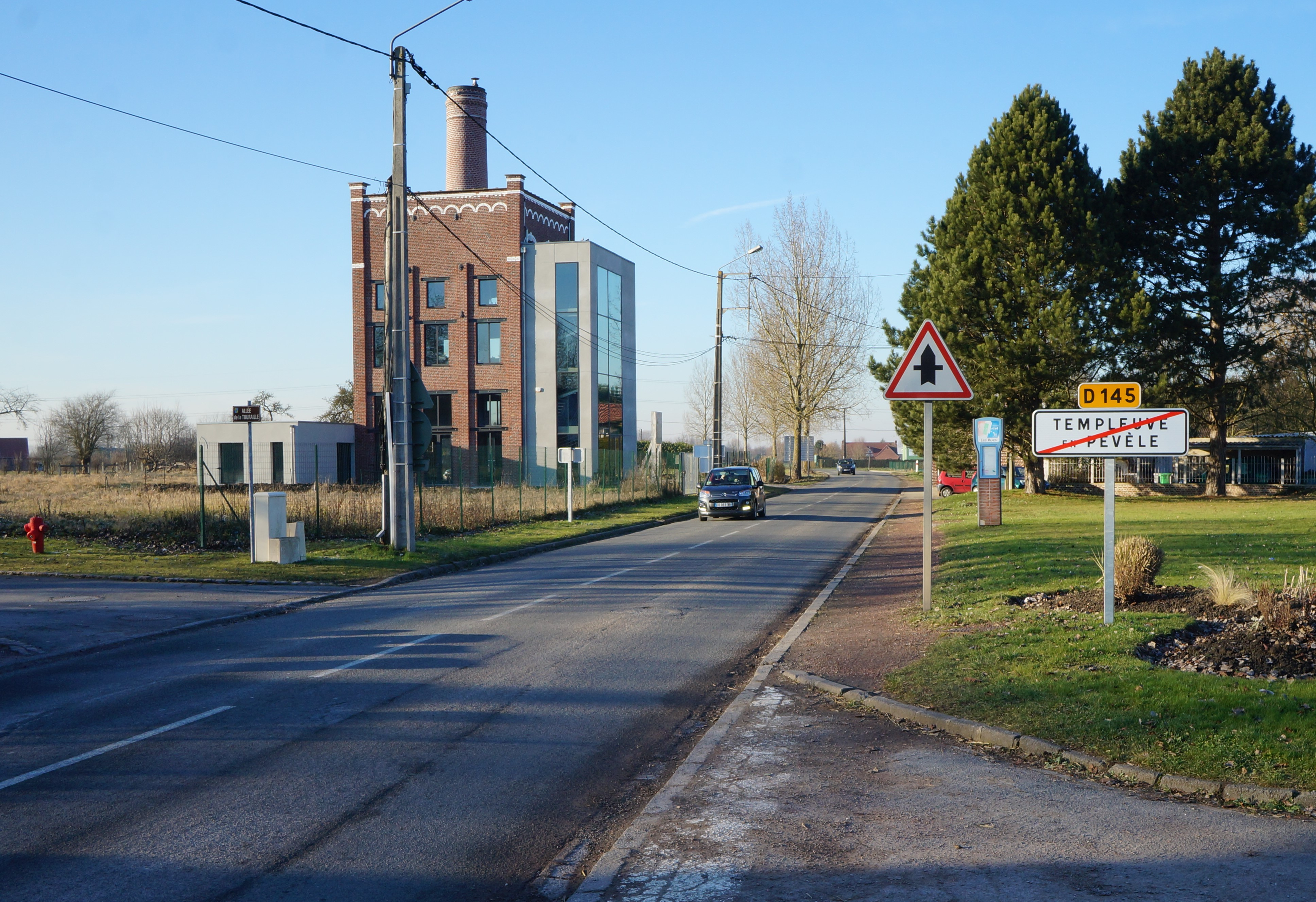
l'ancienne tour de la brasserie Lambelin

Une première brasserie-malterie est construite vers 1850. En 1865 elle est rachetée par M. Lambelin, qui la fait agrandir en 1870, en même temps qu'il fait bâtir le logement patronal. Après-guerre, vers 1925, on construit une malterie, et après 1930 un magasin industriel. La fabrication cesse en 1963.
La brasserie est alors convertie en dépôt de boissons. En 1946, la brasserie produisait 20 000 hectolitres de bière de fermentation haute. Elle employait environ 15 personnes avant sa fermeture.
La brasserie-malterie Lambelin est détruite en 1999.

#### Cinémas de Templeuve
La ville de Templeuve-en-Pévèle est dotée de deux salles de cinémas ouverte depuis plus de 25 ans, avec à l'affiche, les dernières sorties cinématographiques. Régulièrement, divers événements sont proposés : avant-première, ciné-rencontre, opéra-ballet …
https://cine-templeuve.fr/FR/40/cinema-modern-et-olympia-templeuve.html

#### Le petit théâtre de Templeuve (PTT)
La ville de Templeuve possède un théâtre depuis plus de 10 ans avec un espace scénique de 50 m² adapté. Les spectateurs peuvent échanger autour d'une soupe, d'une boisson et d'un encas. Après les spectacles le public peut côtoyer les artistes. Le théâtre possède 104 fauteuils.
https://www.aupetittheatre.fr/

#### Piscine le chant de l'eau
La Communauté de Communes Pévèle Carembault s'est dotée d'une nouvelle piscine le 22 Octobre 2022.
Ce centre aquatique comprend 6 bassins dont un bassin nordique mais également une plage aqualudique et un toboggan. Le Chant de l'Eau c'est également un espace fitness, cet espace comprend 3 zones mais également un espace squash. Il existe également un espace détente et bien-être, avec un sauna, un hammam, des jets massants et bains à remous.
https://www.lechantdeleau.com/

#### La médiathèque «Entre les lignes»
La médiathèque a ouverte le 4 septembre 2018. Elle propose différents espaces de travail, de convivialité, de jeux, de lecture et d'apprentissage. Il y a également un espace bistrot, et une salle de jeux vidéo.
Des animations régulières pour toute la famille, des expositions, ainsi que des conférences.
https://mediatheques.pevelecarembault.fr/

### Templeuve, ville des sorcières
Templeuve est surnommé « la ville des sorcières », à cause de son histoire liée aux nombreux procès en sorcellerie qui s'y sont déroulées. Dans la Pévèle, le village est dès l'époque moderne surnommé en picard « Templeuve aux chorchires » c'est-à-dire « Templeuve aux sorcières »). Au XVIIe siècle, de nombreux hommes et femmes y sont en effet jugés, condamnés et exécutés pour sorcellerie. Marie Navart, exécutée en 1656, est la plus célèbre d'entre eux. Depuis 2015, une école de la commune porte son nom.
Chaque année, y est organisé le salon des songes et sortilèges, tandis qu'y est célébrée la fête du village, dite « des sorcières ». Un rond-point porte également ce nom, de même que le marché, organisé chaque lundi.

#### Histoire de Marie Navart
Au milieu du XVIIe siècle, six personnes sont exécutées pour sorcellerie : les époux Catherine Vartel et Guillaume Dengremont, parents de trois enfants ; Allard Dengremont — frère de ce dernier —, brûlé en 1635 ; Marie Navart — la plus célèbre — ; Jehan Darras — probablement le beau-frère d'Allard Dengremont et le filleul du père de Marie Navart — et Sainte Vauquier — belle-sœur de Catherine Duretz, elle-même marraine du fils de Jehan Darras.
Ces familles, étroitement liées par des liens de sang et d'amitié, sont connues dans la région pour leur influence et leur proximité avec le clergé. Fait exceptionnel, le curé Du Riez est même le parrain d'un fils de Marie Navart et d'un neveu de Jehan Darras.
Les Vaucel sont une famille aisée, comptant notamment parmi eux Philippe, seigneur de la Gruerie, beau-frère de Jehanne Navart, sœur de Marie. La famille de cette dernière est connue pour le grand nombre et la qualité de ses alliances. Elle-même épouse Martin Heddebault en septembre 1635, à six heures du matin « afin d'éviter les sorts des sorciers » car « à cette heure, [ils] sont épuisés par le sabbat [...] et leurs pouvoirs sont diminués ». Ils ont ensemble trois enfants, nés entre juillet 1636 et octobre 1641. Bénéficiant d'une situation sociale enviable, un ouvrier du nom d'Antoine Bonnier travaille pour eux. Celui-ci est marié à une certaine Catherine Heddebault, probablement une sœur de Martin.
En novembre 1656, Bonnier accuse sa patronne — et belle-sœur ? — de l'avoir ensorcelé avec un craquelin. Accusée de vouer un culte à Satan, Marie est condamnée et brûlée vive le 16 décembre, sur ordre des tribunaux civils. Cette affaire de sorcellerie est donc très probablement lié à un cas de jalousie au sein d'un même clan familial. Pour Alain Plateaux, il s'agit probablement d'une « cabale de la part des gens qui voulaient s'emparer de ses biens ».

#### Les lieux «ensorcelés» de Templeuve
À l'époque où l'actuelle place publique de Templeuve était encore un cimetière, entre la rue d'Orchies et le presbytère, se trouvait une pierre rectangulaire, marquée d'un tau. Elle était appelée pierre aux sorcières. On y exposait les sorciers avant de les mener à l'exécution. Ce serait une pierre de sacrifice, destinée à recueillir le sang des victimes. Elle se trouve aujourd'hui derrière le monument aux morts.
Le lieu d'exécution, appelé aussi lieu patibulaire, est situé au lieu-dit des Solières près de la rue de Lille. Une sorcière subsiste encore en ces lieux sous la forme d'une girouette placée sur le toit d'une des maisons de l'endroit.

### Personnalités liées à la commune
- Louis Alexandre Poutrain[51] (1764-1837), député du tiers état de Lille à l'Assemblée nationale constituante.
- Victor Delannoy (1824-1905), prélat catholique, évêque de La Réunion de 1872 à 1876 puis évêque d'Aire de 1876 à sa mort.
- Louis Bonnier (1856-1946), architecte.
- Jules Bonnier (1859-1908), zoologiste.
- Pierre Bonnier (1861-1918), neurologue et psychiatre.
- Charles Bonnier (1863-1926), écrivain et linguiste.
- Louis Demesmay (1876-1940), homme politique.
- Paul-Henri Grauwin (1914-1989), résistant, puis héros de Diên Biên Phu, fondateur à Templeuve de la première antenne chirurgicale et libérateur du village en 1944[32].
- Victor Codron (1914-1997), coureur cycliste.
- Robert Vandelanoitte (1920-2011), homme politique.
- Élisabeth Bourgois (1950), écrivain.

### Héraldique
| Blason de Templeuve | Blason  | Écartelé: aux 1er et 4e contre-écartelé aux I et IV d'argent, fretté de sable au chef d'or chargé de trois merlettes de sable, aux II et III d'or au lion d'azur couronné, lampassé et armé de gueules, aux 2e et 3e d'azur semé de fleurs de lis d'argent et au cerf de même, brochant, sur le tout d'azur à la lettre capitale T d'or. |
| Blason de Templeuve | Détails | Le statut officiel du blason reste à déterminer. |
| Blason de Templeuve | Alias   | D'azur au nom de Templeuve d'argent mis en bande, entre deux doubles cotices d'or. |

## Pour approfondir